# Miopia em marketing
Miopia em marketing é um termo usado em marketing, bem como o título de um importante artigo em marketing escrito por Theodore Levitt. Este artigo foi publicado pela primeira vez em 1960 na Harvard Business Review, uma revista da qual ele era um editor. Miopia em Marketing se refere a "se concentrar nos produtos em vez dos clientes".
Em 1960, o economista norte-americano Theodore Levitt lançou o conceito de miopia em marketing em seu livro “Marketing Myopia”, no qual relata a curta visão das empresas, ainda pertinente perante o mercado em que atuam. Quando uma empresa possui uma visão, esta não consegue definir um planejamento adequado ao mercado, não alcançando proveito positivo de retorno. Há casos em que a economia está em crise e o mercado está saturado, mas quando os fatores do ambiente externo são favoráveis e a empresa permanece em níveis estagnados, isso é um sinal de falha administrativa e curta visão no planejamento estratégico da empresa.
Em seu livro "Miopia em Marketing", Theodore Levitt sinaliza o perigo que as empresas correm quando se voltam para o produto e mantem uma relação "romântica" com eles, ao invés de se orientarem para o mercado e para as necessidades de seus clientes.
Segundo Levitt, quando o crescimento das empresas é ameaçado, desacelerado ou estagnado, a culpa não é proveniente de uma possível saturação do mercado, mas sim em virtude de uma falha administrativa. Essa falha pode ocorrer por diversas razões, todavia, o que se refere Levitt em seu livro é a administração que falha por não conhecer de forma completa o seu negócio de forma a não constatar que o seu foco deveria estar na satisfação das necessidades dos clientes.
Para Levitt, a orientação quando volta-se ao produto é a causa do declínio de muitas indústrias. Nesse segmento da economia, podemos verificar um padrão de comportamento, chamado por Levitt como "ciclo auto-ilusório", determinado por quatro condições: a crença de que o crescimento é assegurado por uma população em expansão, a crença de que não existe um substituto competitivo para o principal produto da empresa, o excesso de fé na produção em massa e nas vantagens do rápido declínio do custo unitário com o aumento da produção e por fim a preocupação com um produto voltado à experimentação científica controlada, ao aperfeiçoamento e à redução dos custos produtivos.
A indústria petrolífera é a mais exemplificada no texto de Levitt, principalmente por já ter passado por momentos difíceis ao longo dos anos e ter conseguido se sobressair. Ele expõe seu ponto de vista sobre o assunto da seguinte forma: até o ponto em que uma organização estiver com uma visão míope para os negócios e fechada a possibilidades e acreditando não existir um produto que melhor substitua o seu próprio, um resultado negativo estará esperando, gerando assim uma possível extinção, seja pelas oportunidades perdidas em virtude do “romantismo com seu produto”, seja pela concorrência que soube entender as necessidades do mercado e supri-las de uma forma mais efetiva.
À medida que a indústria muda, há um maior leque de oportunidades. Ela treina gestores para olhar além de suas atividades de negócios atuais e pensar "fora da caixa". George Steiner (1979) é um dos muitos em uma longa fila de admiradores que citam o famoso exemplo de Levitt sobre o transporte. Se um fabricante de chicotes para carroças em 1910 tivesse definido o seu negócio como "arranques automáticos para carruagens", eles poderiam ter sido capazes de dar o salto criativo necessário para mover para o ramo automobilístico quando a mudança tecnológica exigia.
As pessoas que se concentram em estratégia de marketing, em várias técnicas de previsão e no valor do tempo de vida do cliente, podem superar a miopia de marketing até certo ponto. Isto pode implicar a utilização de metas de lucro em longo prazo (por vezes, com o risco de sacrificar objetivos de curto prazo).

## Nova miopia em marketing
A 'nova miopia em marketing' ocorre quando os comerciantes não conseguem ver o contexto social mais amplo de tomada de decisão de negócios, às vezes com resultados desastrosos para a sua organização e da sociedade.
Geralmente ela decorre de três fenômenos relacionados:
- Um foco único no cliente para a exclusão de outras partes interessadas;
- Uma definição demasiado estreita do cliente e suas necessidades;
- Uma falha em reconhecer a contexto social alterada de negócio que impõe que sejam abordadas várias partes interessadas.

Os clientes da nova miopia em marketing continuam a ser uma preocupação central, como no tradicional miopia em marketing. No entanto, os acadêmicos que desenvolvem a "nova miopia em marketing" abordam que é essencial reconhecer que outras partes interessadas também requerem atenção da área marketing. Para as empresas business-to-consumer, essas outras partes interessadas (por exemplo, empregados) são, por vezes, os clientes também, mas eles não precisam de ser (por exemplo, membros do mercado não-alvo da comunidade local da empresa).
Exemplos básicos para comparação de Miopia em Marketing ->para-> Descrição Orientada ao Marketing:
Em uma empresa de Telefonia: "Somos uma empresa Telefônica" -> "Somos uma empresa de comunicações"
Em uma empresa ferroviária: "Somos uma empresa do ramo de ferrovias" -> "Somos uma empresa de transporte"
Em uma empresa de petróleo: "Somos uma empresa do ramo de petróleo" -> "somos uma empresa de energia"

## Caso Kodak: miopia em marketing
Durante um século a Kodak era A fotografia. A tecnologia. A inovação. A empresa tinha tudo o que precisava para ter sucesso: nome, tecnologia e recursos. No auge do sucesso, a Kodak detinha 90% do mercado de filmes dos EUA, se tornando uma das marcas mais valiosas do mundo. Porém, em uma década a marca global foi dizimada.
A principal estratégia da Kodak era vender filmes de alta qualidade. A empresa desenvolvia câmeras de baixo custo estrategicamente, pois o grande objetivo era facilitar a venda dos filmes. A Kodak achava que a nova tecnologia digital iria canibalizar seu negócio de filmes - e de fato iria. A Sony e a Canon enxergaram essa brecha e seguiram em frente com as câmeras digitais. Em 1981, a Sony lançou uma câmera digital que dispensava o uso de filmes.
Inúmeras empresas de sucesso podem se tornar míopes e acabam produzindo "orientadas" em vez de focar nas necessidades dos consumidores. A falha da Kodak tem suas raízes no seu sucesso, que acabou tornando-a resistente a mudança. A cultura corporativa acreditava que a força da Kodak estava em sua marca e em seu marketing, subestimando assim, a ameaça da era digital. A Kodak não falhou por ter perdido a era digital. Na verdade, a Kodak foi a pioneira na invenção da primeira câmera digital em 1975. Entretanto, a invés de propagar e investir na nova tecnologia, a empresa preferiu se conter por medo de atrapalhar seu grande negócio lucrativo: a venda de filmes.
Muitas organizações sofrem com o medo de canibalização das vendas de seus produtos ao se depararem com uma nova tecnologia disruptiva. Infelizmente, a empresa teve a visão míope de que seu negócio era na indústria de filmes ao invés da era digital, ela acreditava que poderia proteger a sua quota maciça de mercado com o seu marketing. Acontece que ao se tratar de tecnologias disruptivas, como as câmeras digitais, a vantagem é sempre do pioneiro, distanciando ainda mais os concorrentes. O desenvolvimento de novos produtos é quase sempre a chave para o sucesso. Quando a Kodak percebeu a sua falha, já era tarde demais.

## Caso Mesbla: miopia em marketing
A empresa Mesbla S.A foi uma rede nacional que teve destaque ramo de departamentos, foi fundada em 1912 sendo uma filial brasileira da grande rede Etablissements Mestre e Blatgé, uma empresa francesa. Em seus primeiros anos, atuava no mercado varejista de peças e acessórios para automóveis, além de em pouco tempo passar a comercializar ferramentas. Ao longo de 40 anos de atividade a empresa adquiriu espaço no mercado de seu ramo e teve condições de expandir sua atuação a nível nacional, até que em 1952, a empresa tomou a decisão de expandir seu mercado de atuação, portanto abriu sua primeira loja de departamentos, que foi inaugurada no centro de sua cidade natal, Rio de Janeiro.
Está decisão foi extremamente assertiva, já que o mercado brasileiro era carente de grandes centros de comércio.Devido a grande quantidade de produtos variados vendidos nestas lojas, a rede Mesbla dominava o público brasileiro, já que tinha capacidade de atender uma ampla gama de necessidades. Com o tempo a empresa conseguiu ser referência no comércio varejista não alimentar. Com 140 pontos de vendas espalhados em todo território nacional, em 1980 a matéria "Maiores e Melhores" feita pela revista Exame classificou a empresa como, a número um do país.
Estás lojas comercializavam desde sapatos, perfumes e joias, a grandes eletrodomésticos ou até mesmo automóveis. O grupo Mesbla era formado pelas empresas Mesbla Holding S.A, Mesbla Móveis S.A, Mesbla Automóveis S.A, Presta Administradora de Cartões de Crédito S.A, Brazfabril S.A indústria e Comércio, Mesbla Financiadora S.A, Mesbla Comércio Internacional e a Mesbla Seguradora S.A, por fim, também detinha mais de 30% do capital da empresa Makro Atacadista S.A. Com tantas empresas ligadas ao grupo atuando dentro das mesmas lojas que ocupavam áreas a partir de mil metros quadrados e que ao todo tinham capacidade de empregar mais de 28 mil funcionários, eram necessários mais de 40 diretores para gerir o negócio, claramente este fato gerava uma grande divergência de opiniões a respeito da administração do grupo, fazendo com que a tomada de decisões fosse lenta.
Então a partir da década de 90 a empresa iniciou uma queda rápida de participação de mercado pelo fato de não ter previsto uma mudança no cenário brasileiro. Com a expansão dos grandes centros urbanos os bairros residências passaram a ser mais distantes dos centros de suas cidades, fazendo com que o público da rede ficasse distante, o que abriu espaço para que outras empresas inaugurassem suas lojas em locais mais próximos de seu mercado alvo. Empresas grandes como C&A, Walmart e Extra, passaram a atrair a atenção dos compradores dos produtos Mesbla, curiosos com as novas possibilidades estrangeiras no país. Outra parte do público passou a frequentar empresas como, Ponto Frio e Casas Bahia, por serem empresas que tem capacidade de atender necessidades específicas, no mercado de eletrodomésticos. Portanto o fato de a empresa não ter percebido, ou não ter aceitado que a tendência do varejo nacional seria de focar em mercados de produtos específicos, não tendo uma oferta tão ampla como era a praticada pela Mesbla, a tomada de decisões lentas fez com que a empresa mantivesse sua forma de atuação, porém sem realizar vendas suficientes, rapidamente a rede entrou em dividas impagáveis para seus fornecedores. Por fim, ao tentar alavancar vendas através da concessão de créditos, uma atitude que era incompatível com a situação da empresa, já que a Mesbla estava sem caixa, acelerou o aumento da dívida da empresa, colaborando para que em 1995 a concordata fosse anunciada.
Este foi um claro caso onde a miopia em marketing da empresa foi fulminante, trabalhando com um estoque gigantesco e diversificado, o grupo sem realizar vendas em pouco tempo ficaria sem caixa e assim sem condições de pagar suas duplicatas, para complicar ainda mais, o contexto do caso era de uma inflação crescente e taxas de juros em níveis extremante altos. O mercado deu sinais da mudança de tendência no varejo nacional, à chegada de grandes empresas focadas em comercializar produtos de melhor qualidade e que atendessem necessidades específicas, além do distanciamento do público alvo da rede, devido ao crescimento demográfico do Brasil, avisou que o grupo Mesbla estava prestes a perder suas maiores diretrizes, a referência de varejo e a praticidade. Sem realizar mudanças, rapidamente a empresa perdeu vendas, ao ponto de não conseguir mais se pagar e assim, consequentemente, teve que sair do mercado.